# Чуйний сон
«Чуйний сон» («Light Sleeper») — американська кримінальна драма 1992 року, знята режисером Полом Шредером, з Віллемом Дефо у головній ролі.

## Сюжет
Колишній наркоман Джон Летур, насилу позбавившись своєї згубної звички, стає дрібним наркодилером. Одного вечора він випадково зустрічає свою колишню подругу Маріанну. Після цієї несподіваної зустрічі Джон вирішує покінчити зі своїм кримінальним минулим.

## У ролях
- Віллем Дефо — Джон Летур
- Сьюзан Сарандон — Енн
- Дана Ділейні — Маріанна Джест
- Девід Кленнон — Роберт
- Мері Бет Герт — Тереза
- Віктор Гарбер — Тес Брук
- Джейн Адамс — Ренді
- Роберт Чіккіні — Білл Гвідон
- Сем Роквелл — епізод
- Девід Спейд — епізод

## Знімальна група
- Режисер — Пол Шредер
- Сценарій — Пол Шредер
- Продюсер — Лінда Райзман
- Оператор — Едвард Лахман
- Композитор — Майкл Бін
- Монтаж — Крістіна Боден